# Заручевье (Бокситогорский район)
Заручевье — деревня в Самойловском сельском поселении Бокситогорского района Ленинградской области.

## История
Деревня Заручевье учитывается областными административными данными с 1 января 1927 года, в составе Новодеревенского сельсовета Пикалёвского района.
С 1932 года, в составе Тихвинского района.
По данным 1933 года деревня Заручевье входила в состав Новодеревенского сельсовета Тихвинского района.
С 1952 года, в составе Бокситогорского района.
С 1960 года, в составе Самойловского сельсовета.
С 1963 года, вновь в составе Ефимовского района.
С 1965 года вновь в составе Бокситогорского района. В 1965 году население деревни составляло 161 человек.
По данным 1966, 1973 и 1990 годов деревня Заручевье входила также в состав Самойловского сельсовета Бокситогорского района.
В 1997 году в деревне Заручевье Самойловской волости проживали 4 человека, в 2002 году — 2 человека (все русские).
В 2007 году в деревне Заручевье Самойловского СП проживали 2 человека, в 2010 году — также 2.

## География
Деревня расположена в западной части района к северу от автодороги А114 (Вологда — Новая Ладога).
Расстояние до административного центра поселения — 10 км.
Расстояние до ближайшей железнодорожной станции Пикалёво на линии Волховстрой I — Вологда — 3 км.

## Демография
| 1997 | 2002 | 2007 | 2010 | 2017 |
| ---- | ---- | ---- | ---- | ---- |
| 4    | ↘2   | →2   | →2   | ↗4   |